# Nikki Glaser

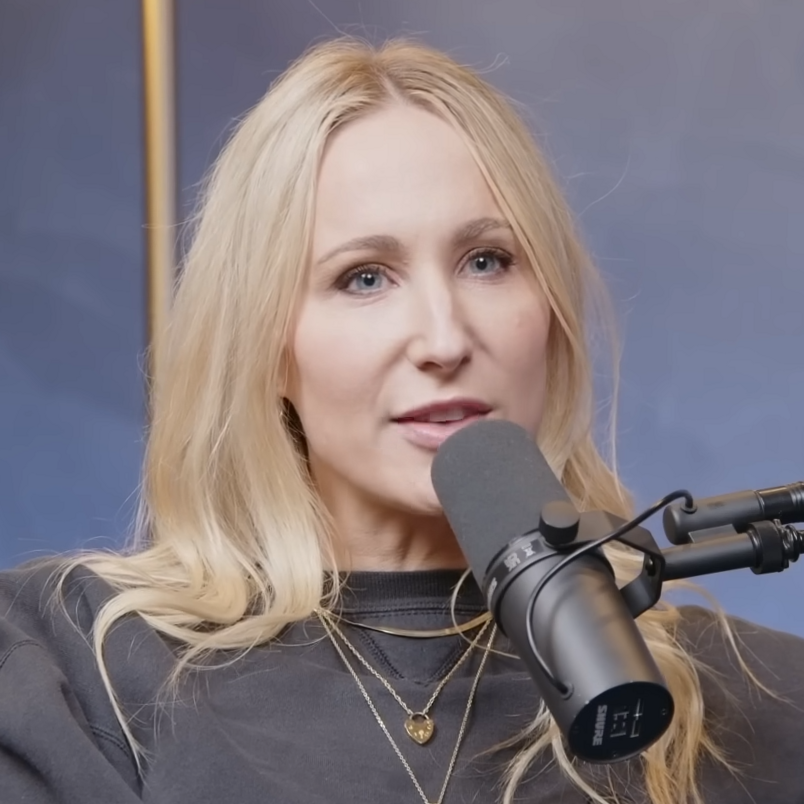
Nikki Glaser beim The Blocks-Podcast (2022)

Nicole Rene „Nikki“ Glaser (* 1. Juni 1984 in Cincinnati) ist eine US-amerikanische Stand-up Comedienne, Autorin, Schauspielerin, Podcasterin, Radio- und Fernsehmoderatorin. Sie ist bekannt für ihre Show Not Safe with Nikki Glaser, die 2016 auf Comedy Central erstausgestrahlt wurde.

## Leben

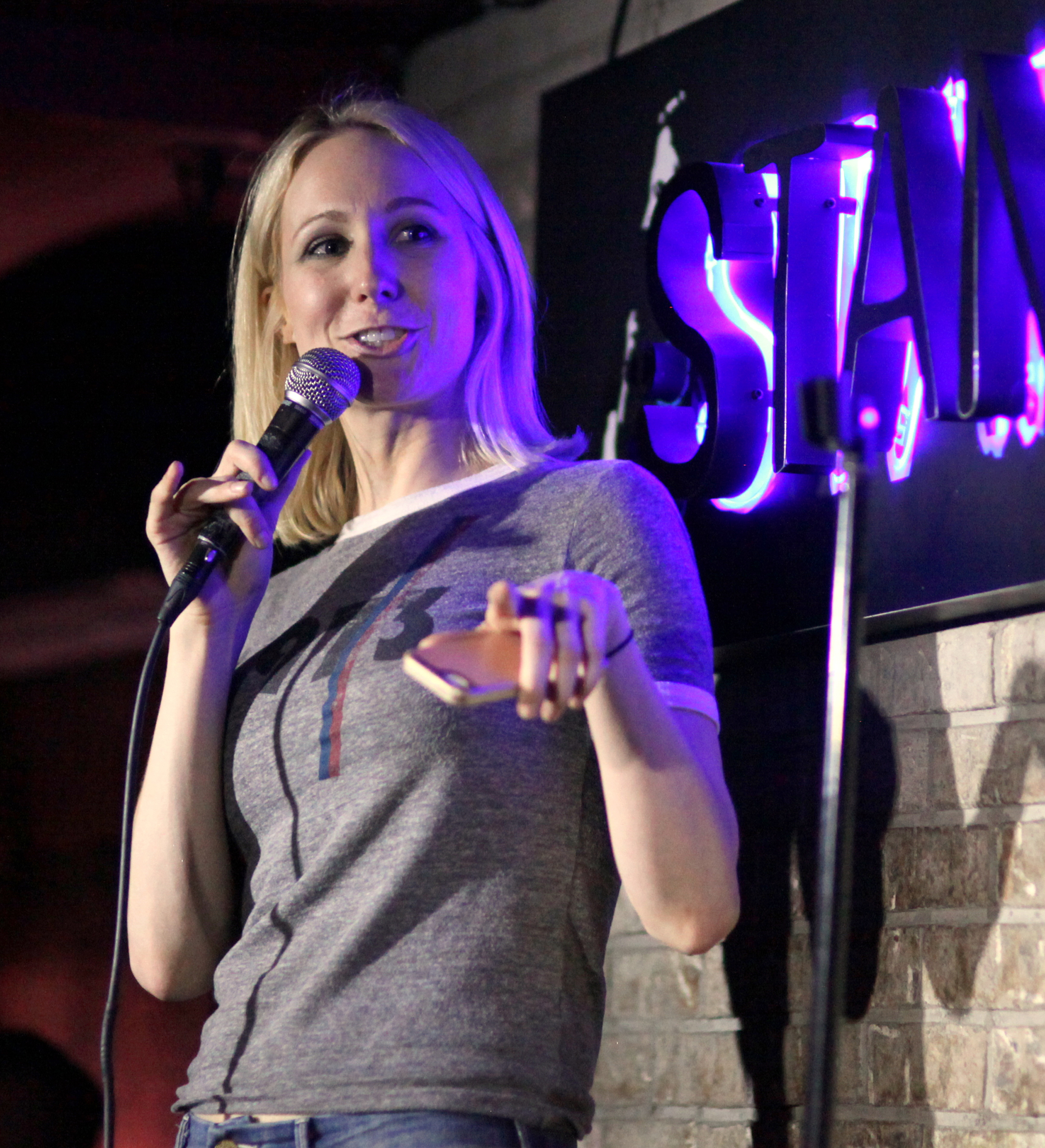
Nikki Glaser bei einem Auftritt im August 2016

Glaser wuchs in St. Louis, Missouri, auf. Sie schloss ihr Studium in Englischer Literatur an der University of Kansas ab. Im Podcast Good Vibes Only mit Hazel Brugger und Thomas Spitzer sagte Glaser 2021, dass bei ihr  ADHS diagnostiziert worden sei.
Glaser begann ihre Stand-up-Karriere mit 18 Jahren. Seitdem trat sie unter anderem in der The Tonight Show with Jay Leno, Conan und zwei Staffeln der Realityserie Last Comic Standing auf. Am 1. Oktober 2019 erschien ihr erstes Stand-up-Special mit dem Titel Bangin auf Netflix.
Von 2011 bis 2014 moderierte Glaser mit der Komikerin Sara Schaefer den Podcast You had to be there. Die Show Nikki & Sara Live von Glaser und Schaefer lief 2013 auf MTV und wurde nach 2 Staffeln abgesetzt.
Im Jahr 2016 sendete Comedy Central die von Glaser moderierte Sex-Talkshow Not Safe with Nikki Glaser. Von Januar bis Oktober 2016 moderierte sie den begleitenden Podcast mit Dan St. Germain und Brian Frange. In jeder Episode diskutierten sie über Sex und Beziehungsfragen sowie über Äpfel. Seit 2018 moderiert sie die Radioshow You Up? With Nikki Glaser auf Sirius XM. Nikki Glaser hat seit 2021 den Podcast The Nikki Glaser Podcast im Big Money Players Network.
Am 5. September 2016 war Glaser „Roaster“ beim Comedy Central Roast von Rob Lowe. Am 28. Juli 2018 hatte sie einen Auftritt beim Comedy Central Roast von Bruce Willis.
Im Jahr 2018 war Glaser in der Fernsehshow Dancing with the Stars zu sehen. 2022 nahm Glaser an der achten Staffel der US-amerikanischen Version von The Masked Singer teil, in der sie den dritten Platz erreichte. In der zwölften Staffel präsentierte sie Hinweise zur Identität der Kandidatin Chess Piece (Laverne Cox) und kommentierte zusammen mit Joel McHale die dritte Episode.
Vom Time Magazin wurde Glaser in die Liste der einflussreichsten Personen des Jahres 2025 aufgenommen.

### Film
Glaser spielte eine kleine Rolle im Slamdance-Gewinner Punching the Clown von Gregori Viens und Henry Phillips. Sie trat als sie selbst in Jordan Bradys Dokumentarfilm I Am Comic auf sowie in der Fortsetzung I Am Road Comic.
Im Jahr 2015 spielte Glaser in der von Judd Apatow inszenierten Komödie Dating Queen.

## Filmografie
- 2009: The Tonight Show with Jay Leno
- 2009: Punching the Clown
- 2009: It’s On with Alexa Chung
- 2010: I Am Comic
- 2011–2012: Red Eye
- 2012: Awkward – Mein sogenanntes Leben (Host)
- 2012–2019: Conan
- 2013: Nikki & Sara Live (Host)
- 2013: Totally Biased with W. Kamau Bell
- 2013: Last Call with Carson Daly
- 2013: The Half Hour (Folge 2x02)
- 2013: Inside Amy Schumer (Folge 3: A Porn Star Is Born)
- 2013: Women Who Kill
- 2013–2017: @midnight (20 Folgen)
- 2014: Big Morning Buzz Live
- 2014: Adam DeVine’s House Party (Folge 2x07: Marriage Material)
- 2014: I Am Road Comic
- 2015: The View
- 2015: VH1 Top 20 Video-Countdown
- 2015: Dating Queen
- 2016: The Late Late Show with James Corden
- 2016: Not Safe with Nikki Glaser
- 2016: Nikki Glaser’s Perfect
- 2016: And Punching the Clown
- 2016: Comedy Central Roast of Rob Lowe
- 2017: The Standups
- 2017: Adam Ruins Everything (Folge: Adam Ruins College)
- 2017: American Ninja Warrior
- 2018: Alone Together (Folge: Property Management)
- 2018: The Comedy Central Roast of Bruce Willis
- 2018: Dancing with the Stars (Staffel 27)
- 2018: The Fix (2 Folgen)
- 2018: Jeff Ross Presents Roast Battle
- 2019: Historical Roasts (Folge: Freddie Mercury)
- 2019: Nikki Glaser: Bangin‘
- 2019: The Comedy Central Roast of Alec Baldwin